# Bully (Seine-Maritime)
Bully település Franciaországban, Seine-Maritime megyében. Lakosainak száma 868 fő (2022. január 1.). Bully Esclavelles, Fresles, Maucomble, Pommeréval, Quièvrecourt, Saint-Martin-l’Hortier, Saint-Saëns és Ventes-Saint-Rémy községekkel határos.

## Népesség
A település népességének változása:
| Lakosok száma | 881  | 901  | 931  | 916  | 917  | 913  | 898  | 883  | 868  |
|               | 2013 | 2015 | 2016 | 2017 | 2018 | 2019 | 2020 | 2021 | 2022 |